# Deborah Gravenstijn
Dibora Monick Olga Gravenstijn (conocida como Deborah Gravenstijn; Tholen, 20 de agosto de 1974) es una deportista neerlandesa que compitió en judo.
Participó en dos Juegos Olímpicos, obteniendo dos medallas, plata en Pekín 2008 y bronce en Atenas 2004, ambas en la categoría de –57 kg.
Ganó dos medallas en el Campeonato Mundial de Judo, plata en 2001 y bronce en 2003, y cinco medallas en el Campeonato Europeo de Judo entre los años 1998 y 2002.

## Palmarés internacional
| Juegos Olímpicos   | Juegos Olímpicos        | Juegos Olímpicos  | Juegos Olímpicos |
| Año                | Lugar                   | Medalla           | Categoría        |
| ------------------ | ----------------------- | ----------------- | ---------------- |
| 2004               | Atenas (Grecia)         | Medalla de bronce | –57 kg           |
| 2008               | Pekín (China)           | Medalla de plata  | –57 kg           |
| Campeonato Mundial |                         |                   |                  |
| Año                | Lugar                   | Medalla           | Categoría        |
| 2001               | Múnich (Alemania)       | Medalla de plata  | –57 kg           |
| 2003               | Osaka (Japón)           | Medalla de bronce | –57 kg           |
| Campeonato Europeo |                         |                   |                  |
| Año                | Lugar                   | Medalla           | Categoría        |
| 1998               | Oviedo (España)         | Medalla de bronce | –57 kg           |
| 1999               | Bratislava (Eslovaquia) | Medalla de bronce | –52 kg           |
| 2000               | Breslavia (Polonia)     | Medalla de bronce | –52 kg           |
| 2001               | París (Francia)         | Medalla de plata  | –57 kg           |
| 2002               | Maribor (Eslovenia)     | Medalla de bronce | –57 kg           |